# ورتفتا
ورتفتا (به سوئدی: Vartofta) یک سکونتگاه مسکونی در سوئد است که در بخش فالشوپینگ واقع شده‌است.

## خصوصیات
ورتفتا ۰٫۶۲ کیلومترمربع مساحت و ۵۴۰ نفر جمعیت دارد.